# در انتظار بربرها
در انتظار بربرها (به انگلیسی: Waiting for the Barbarians) رمانی نوشتهٔ نویسندهٔ معروف آفریقای جنوبی، جان مکسول کوتزی است.
کوتزی برندهٔ جایزهٔ نوبل ۲۰۰۳ است. این اثر وی در سال ۱۹۸۰ به چاپ رسید و در مجموعهٔ «آثار بزرگ قرن بیستم» انتشارات پنگوئن جای گرفت. «در انتظار بربرها» برندهٔ ۲ جایزهٔ Geoffrey Faber Memorial و
James Tait Black Memorial در قالب داستان خیالی شده‌است. آهنگساز مینی‌مالیستِ آمریکایی، فیلیپ گلس نیز در سال ۲۰۰۵ اُپرایی را به همین نام با اقتباس از این کتاب در ارفورتِ آلمان برگزار کرد.
کوتزی نامِ این رمان خود را از شعری به همین نام از کنستانتین کاوافی شاعری که اصلیت یونانی/مصری دارد انتخاب کرده‌است. ممکن است عنوان این کتاب اشاره ای به نمایش نامهٔ «در انتظار گودو» اثر سَمیوئل بکت، اندیشمند و نویسندهٔ شهیر ایرلندی باشد که کوتزی از زمان تحصیلات دانشگاهی اش شیفتهٔ سبک نگارشی او شده بود. در این کتاب همچنین الهام‌پذیری کوتزی از رُمان «صحرای تاتارها» (Il deserto dei Tartari) اثر دینو بوتزاتی نویسندهٔ شهیر ایتالیایی چه در عنوان و چه در طرح داستان مشهود است.

## طرح داستان
داستان «در انتظار بربرها» در یک شهر کوچک مرزی تحت سلطهٔ سیاسی که به تعبیری «امپراتوری» است، اتفاق می‌افتد. دادرس شهر شخصیت اصلی و راوی اول داستان به شمار می آید.